# 玉林镇
玉林镇，是中华人民共和国四川省绵阳市三台县曾经下辖的一个镇。2019年12月，撤销玉林镇，将其所属行政区域划归断石乡管辖。

## 行政区划
玉林镇撤销前下辖以下地区：
社区、上游村、三尖村、三里村、土门村、先锋村、新田村、大王村、飞凤村和大石村。